# Coupe d'Europe de hockey sur glace 1982-1983
Navigation
Coupe d'Europe 1981-1982 Coupe d'Europe 1983-1984
La saison 1982-1983 est la 18e édition de la Coupe d'Europe de hockey sur glace.

## Premier tour
| Équipe 1            | Score                 | Équipe 2        |
| ------------------- | --------------------- | --------------- |
| Casco Viejo Bilbao  | 7:2, 6:4              | CSG Grenoble    |
| HC Steaua Bucureşti | 11:5, 3:2             | HC Dosza Ujpest |
| Vålerenga           | 2:6, 2:16             | Dynamo Berlin   |
| VEU Feldkirch       | 4:2, 2:4 (3:4 t.a.b.) | HC Arosa        |

## Second tour
| Équipe 1           | Score     | Équipe 2            |
| ------------------ | --------- | ------------------- |
| Casco Viejo Bilbao | 8:11, 1:9 | Flyers Heerenveen   |
| AIK                | 7:2, 5:9  | Dynamo Berlin       |
| HC Bolzano         | 5:1, 3:0  | HC Steaua Bucureşti |
| HK Jesenice        | 2:6, 7:9  | HC Arosa            |

## Troisième tour
| Équipe 1          | Score      | Équipe 2       |
| ----------------- | ---------- | -------------- |
| HC Bolzano        | 2:11, 1:12 | HK CSKA Moscou |
| Flyers Heerenveen | 2:11, 3:5  | Tappara        |
| AIK               | 6:3, 4:8   | SB Rosenheim   |
| HC Arosa          | 1:3, 2:4   | Dukla Jihlava  |

## Groupe final
(Tampere, Finlande)
| Équipe 1       | Score | Équipe 2       |
| -------------- | ----- | -------------- |
| Tappara        | 3:3   | Dukla Jihlava  |
| HK CSKA Moscou | 5:1   | SB Rosenheim   |
| HK CSKA Moscou | 3:1   | Dukla Jihlava  |
| Tappara        | 3:3   | SB Rosenheim   |
| Dukla Jihlava  | 5:0   | SB Rosenheim   |
| Tappara        | 0:6   | HK CSKA Moscou |

### Classement final
| Rang | Équipe         | Points |
| 1    | HK CSKA Moscou | 6      |
| 2    | Dukla Jihlava  | 3      |
| 3    | Tappara        | 2      |
| 4    | SB Rosenheim   | 1      |

## Bilan
Le HK CSKA Moscou remporte la 18e Coupe d'Europe.